# Henry Roth
Henry Roth (Tysmenitz, 8 febbraio 1906 – Albuquerque, 13 ottobre 1995) è stato uno scrittore statunitense.

## Biografia
Roth nacque a Tysmenitz vicino a Stanislawow, Galizia, Austria-Ungheria (ora noto come Tysmenycja, vicino a Ivano-Frankivsk, Galizia, Ucraina). I suoi genitori non si sono mai accordati sulla data esatta del suo arrivo negli Stati Uniti, ma è probabile che lui e sua madre siano sbarcati a Ellis Island e abbiano iniziato a vivere a New York nel 1908. La famiglia visse brevemente a Brooklyn, e poi nel Lower East Side, il quartiere povero dove è ambientato il suo romanzo Chiamalo Sonno. Nel 1914 si trasferirono a Harlem. Roth visse lì fino al 1927, quando, studente al City College di New York, andò a vivere con Eda Lou Walton, poetessa e docente della New York University che viveva in Morton Street nel Greenwich Village.
Con il sostegno di Walton, iniziò Chiamalo Sonno intorno al 1930, completò il romanzo nella primavera del 1934, e lo pubblicò nel dicembre 1934, per lo più con buone recensioni. Eppure il critico letterario del New York Herald Tribune, Lewis Gannett, previde che il libro non si sarebbe dimostrato popolare con la sua triste rappresentazione del Lower East Side di New York, ma che i lettori "lo avrebbero ricordato, ne avrebbero parlato e avrebbero atteso con emozione" il libro successivo di Roth. Chiamalo sonno ebbe vendite scarse, e anche quando non fu più in commercio i critici che scrivevano su riviste come Commentary e Partisan Review continuavano a lodarlo e a chiedere che fosse ristampato. Dopo che fu ripubblicato nel 1960 e in edizione economica nel 1964, con più di 1.000.000 di copie vendute, e molte settimane nella lista dei bestseller del New York Times, il romanzo è stato applaudito come un capolavoro trascurato dell'era della Grande Depressione e un romanzo classico di immigrazione. Oggi è ampiamente considerato come un capolavoro della letteratura ebraica americana. Chiamalo sonno fu dedicato dall'autore alla sua amante e musa del periodo, Eda Lou Walton.
Dopo la pubblicazione del libro nel 1934, Roth iniziò un secondo romanzo per cui stipulò un contratto con Maxwell Perkins, redattore della Scribner. Ma la crescente frustrazione ideologica e la confusione personale di Roth lo portarono all'incapacità di scrivere, che durò fino al 1979, quando iniziò le prime bozze di Alla mercé di una brutale corrente (anche se il materiale scritto prima del 1979 fu incorporato in quest'opera successiva). Nel 1938, durante un soggiorno improduttivo presso la colonia di artisti Yaddo a Saratoga Springs, Roth incontrò Muriel Parker, pianista e compositrice; gran parte di questo periodo è raffigurato nell'ultimo lavoro di Roth, Un tipo americano. Roth pose fine alla sua relazione con Walton, lasciò il suo appartamento e sposò Parker nel 1939, con la disapprovazione della famiglia di lei. Con l'inizio della seconda guerra mondiale, iniziò a lavorare come operaio specializzato. La coppia si trasferì prima a Boston con i loro due giovani figli, Jeremy e Hugh, e poi, nel 1946, nel Maine. Lì Roth lavorò come boscaiolo, maestro, assistente nell'ospedale psichiatrico di stato, allevatore di uccelli acquatici e insegnante di latino e matematica.
Arthur Hertzberg ha attribuito a Harold U. Ribalow il merito della "riscoperta" di Roth. Ribalow lo ritracciò in una fattoria nel Maine, lo persuase a permettere una nuova edizione del romanzo e scrisse un'introduzione alla nuova edizione, che fu pubblicata da Pageant Books nel 1960. Molti anni dopo, dopo la morte di Ribalow, quando Roth fu insignito del Premio Ribalow, scrisse al figlio di Ribalow, Meir Z. Ribalow, "Grazie per le lodi. Cose del genere mi tengono in vita, ne sono sicuro: per quel poco che sono ancora capace di sentimento, si gonfia di orgoglio come le doghe di un vecchio barile quando viene riempito. Harold, a cui devo così tanto, sarebbe stato felice di assistere all'occasione".
Roth in un primo momento non accolse con favore il successo dovuto alla riscoperta di Chiamalo sonno, preferendo mantenere la sua privacy. Ma il suo "blocco dello scrittore" lentamente cominciò ad incrinarsi. Nel 1968, dopo il pensionamento di Muriel dalle scuole statali del Maine, la coppia si trasferì in una casa mobile ad Albuquerque, nel Nuovo Messico, più vicino al ranch D.H. Lawrence nei pressi di Taos dove Roth aveva soggiornato come scrittore residente. Muriel ricominciò a comporre musica, mentre Roth collaborava con l’amico e traduttore italiano Mario Materassi per pubblicare una raccolta di saggi intitolata Shifting Landscape, pubblicata dalla Jewish Publication Society nel 1987. Dopo la morte di Muriel, nel 1990, Roth si trasferì in una sgangherata ex agenzia di pompe funebri e si occupò di rivedere i volumi finali della sua opera monumentale, Alla mercé di una brutale corrente. È stato sostenuto che i rapporti incestuosi tra il protagonista, una sorella e un cugino in Alla mercé di una brutale corrente sono autobiografici. Ma la sorella di Roth ha negato che tali eventi si siano verificati.
Roth non è riuscito a ottenere il riconoscimento che secondo alcuni merita, forse perché dopo la pubblicazione di Chiamalo Sonno non è riuscito a scrivere un altro romanzo per 60 anni. Ha attribuito il suo lungo "blocco dello scrittore" a problemi personali, come la depressione, e a conflitti politici, tra cui la sua delusione per il comunismo. In altre occasioni ha citato la sua precoce rottura con l'ebraismo e le sue ossessive preoccupazioni sessuali come cause probabili. Roth morì ad Albuquerque nel 1995.

## Poetica
Il prolungato blocco dello scrittore dopo la pubblicazione di Chiamalo sonno è attribuito spesso dagli studiosi alle vicende personali vissute da Roth, dalla depressione, ai conflitti politici, ai problemi dell'autore dovuti al suo drammatico passato, quando ebbe rapporti incestuosi sia con sua sorella sia con la cugina, fatti che vengono narrati nelle opere successive.
Chiamalo sonno non è un romanzo di struttura tradizionale: ad un inizio ancora abbastanza tradizionale, infatti, corrisponde un finale innovativo, in cui la forma narrativa si dissolve sconfinando nella poesia.

## Opere
- Call It Sleep, 1934,
  - Chiamalo sonno, trad. di Mario Materassi, Lerici, Milano, 1964; Garzanti, Milano 1986 ISBN 88-11-66293-1 ISBN 88-11-66797-6 ISBN 88-11-66906-5 ISBN 88-11-68313-0
- Nature's First Green, 1979
- Shifting Landscape: A Composite, 1925-1987, 1987
- Mercy of a Rude Stream: A Star Shines Over Mt. Morris Park, prima edizione 1989, revisione del 1994
  - Alla mercé di una brutale corrente, trad. di Mario Materassi, Garzanti, Milano 1990 ISBN 88-11-65685-0 - ISBN 978-88-11-65685-2
  - Alla mercé di una brutale corrente, vol. 1: Una stella sul parco di monte Morris, trad. di Mario Materassi e di Stefano Tani, Garzanti, Milano 1995 ISBN 88-11-66297-4 ISBN 88-11-66849-2
- Mercy of a Rude Stream: A Diving Rock on the Hudson, 1995
  - Alla mercé di una brutale corrente, vol. 2: Una roccia per tuffarsi nell'Hudson, trad. di Marco Papi, Garzanti, Milano 1996 ISBN 88-11-66302-4 ISBN 88-11-66893-X
- Mercy of a Rude Stream: From Bondage, 1996
  - Alla mercé di una brutale corrente, vol. 3: Legàmi, trad. di Marco Papi, Garzanti, Milano 1997 ISBN 88-11-66309-1 ISBN 88-11-66996-0
- Mercy of a Rude Stream: Requiem for Harlem, 1998
  - Alla mercé di una brutale corrente, vol. 4: Requiem per Harlem, trad. di Marco Papi, Garzanti, Milano 2001 ISBN 88-11-66219-2 ISBN 88-11-68555-9
- An American Type, 2010
  - Un tipo americano, trad. di Laura Noulian, Garzanti, Milano 2012 ISBN 978-88-11-68383-4

## Critica ed interviste
- Rothiana: Henry Roth nella critica italiana, a cura di Mario Materassi, con un inedito, Giuntina, Firenze 1985
- Roth, quello buono, intervista con Henry Roth di Mario Materassi, Panorama, 8 giugno 1986, pp. 147–151